# Wäller Platt

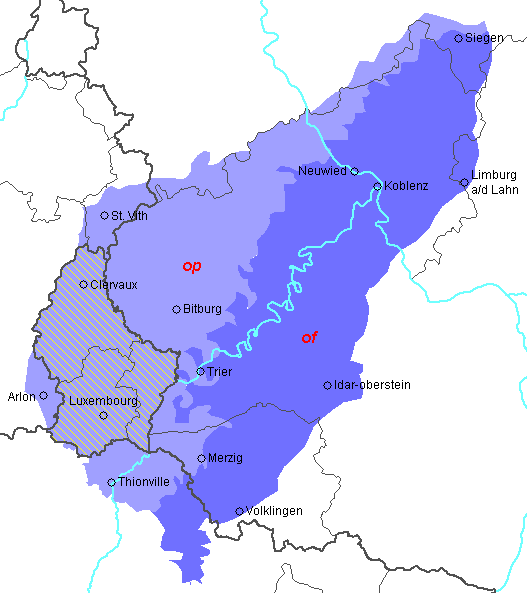
Verbreitungsgebiet des Moselfränkischen

Das Wäller Platt ist der Dialekt, der im größten Teil des Westerwalds im nordöstlichen Rheinland-Pfalz gesprochen wird. Er gehört zum südlichen Teil der moselfränkischen Gruppe, die entlang der Mosel, in der südlichen Eifel, im Westerwald und entlang der oberen und mittleren Sieg verbreitet ist. Es gehört damit zu den mitteldeutschen Dialekten, also jenen unter den hochdeutschen, bei denen die zweite oder hochdeutsche Lautverschiebung nur unvollständig durchgeführt ist.

## Ähnlichkeiten, Abgrenzung, Varietäten
Das Wäller Platt hat Ähnlichkeiten mit dem nördlich angrenzenden Sejerlänner Platt und den sich östlich anschließenden hessischen Dialekten in der Dillenburger Gegend und dem Hinterländer Platt oder dem Wittgensteiner Platt. Das Platt aus dem Hohen Westerwald, dem Vorderwesterwald und dem Unterwesterwald unterscheiden sich jeweils deutlich hinsichtlich einiger Merkmale und Wörter.
Wie im Dialektkontinuum üblich, findet man immer wieder wenigstens kleine sprachliche Unterschiede im Dialekt von einem Ort zu praktisch jedem seiner Nachbarorte.

## Gefährdung der Mundart
Wie in anderen Mundartgebieten auch, wurde in der Zeit seit dem Zweiten Weltkrieg die Pflege und Weitergabe der Dialekte zugunsten eines dem Standarddeutschen nahen Regiolekts stark zurückgenommen oder vernachlässigt. „Die Oma schwätzt noch im breiten "Wäller Platt", die Mutter "bemüht" sich und der Schüler "spricht".“ schrieb ein Mitglied eines Wäller Mundartvereins dazu.

## Aussprache
Die Aussprache des Wäller Platt weist Besonderheiten auf:
P, T, K, Sstimmlose (harte) Konsonanten des Deutschen werden im Wäller Platt stimmhaft (weich) gesprochen, so wie im angrenzenden Hessischen und ähnlich im ostfränkischen und nordbairischen Sprachraum.
Rdas Wäller Platt benutzt eine für deutsche Verhältnisse etwas eigenartige Artikulation des R, es wird nicht gerollt, aber mit einer Zungenposition ähnlich wie beim Ansatz zum Rollen weit hinten artikuliert, klingt also etwas dumpf und gutturaler als das amerikanische R.
OAähnlich den pfälzischen Dialekten kennt das Wäller Platt einen gewöhnlich mit der Buchstabenfolge OA geschriebenen Vokal, der lang und leicht nasaliert mit einem Klang zwischen dem O von „rote“ und dem O aus „Rotte“ aber näher an letzterem artikuliert wird. Er kommt etwa vor in: ’s roant = es regnet.
ÄI, EJneben dem im Deutschen üblichen Diphthong, für den die Schreibweisen EI, AI, EY und AY existieren, gibt es einen weiteren, der meist ÄI oder manchmal EJ geschrieben wird und lautlich dem AY aus dem englischen May entspricht.

## Wörter
- Abbe = Opa
- bescheppert = bescheuert
- Gaaß = Ziege
- wörd = wird

Für einige süddeutsche Formen ist das Wäller Platt ihr nördlichstes Vorkommen, etwa:
- ea kimmt = er kommt
- Gusch, Gosch, Goschn = Mund, Maul
- zwa, zwaa = zwei